# 96式装輪装甲車
96式装輪装甲車（きゅうろくしきそうりんそうこうしゃ、英語: Type 96 Armored Personnel Carrier）は、陸上自衛隊が73式装甲車の後継車両として1992年（平成4年）から小松製作所が開発を開始し、1996年（平成8年）に制式化された装輪装甲車である。陸上自衛隊で初めて制式採用された装輪装甲人員輸送車でもある。
防衛省は愛称を「クーガー」として広報活動に使用しているが、隊員は「96」、「96W」、「96WAPC」、「WAPC」、「W」等と呼んでいる。

## 概要
富士学校装備開発実験隊と富士教導団普通科教導連隊で部隊実験後、1998年（平成10年）に名寄駐屯地の第3普通科連隊に初めて部隊配備された。
1両当りの調達価格は1億円強で、2015年（平成27年）度予算までに381両が調達されている。
装輪車両であることからアスファルト路面などの整地での運用が容易で、車幅は手続きなしに公道を走れる規模に収められているため東日本大震災に際しての災害派遣でも用いられ、イラク人道復興支援の際にも派遣された。

## 特徴・武装
自衛隊の装甲兵員輸送車として初の装輪車両である。
8輪のコンバットタイヤを装備し、パンクなどで全て脱気してもある程度の走行を継続できる。CTIS（中央タイヤ圧システム）と呼ばれる空気圧調整装置により、状況に応じて空気圧を変更することが可能。通常は前から数えて第3軸と第4軸が駆動するが、全軸駆動に切り替えることもできる。方向転換は前方の第1軸と第2軸で行う。
車体は圧延鋼板による溶接構造で、装甲防御力について防衛省は公開していないが、小銃弾や砲弾破片程度は十分に防御できる装甲であるが、大口径の重機関銃等には対応できない。
乗員配置は前方から右側に操縦士席、後方にキューポラをそなえた銃手席、左側に分隊長兼車長席、後方に左右それぞれ6名、合計12名分のベンチシートが向かい合わせに並ぶ後部乗員席をそれぞれ備える。車内空間は広く居住性に優れており、ある程度の荷物も搭載できるため隊員からの評判は良いという。操縦士および銃手席の左側は消火装置を備えたエンジンルームで、消火装置は車内外両方から作動が可能である。
エンジンは三菱ふそうトラック・バスのザ・グレート、スーパーグレートなどと同じ6D40 4サイクルディーゼルエンジンで、トランスミッションと一体化されたパワーパックとなっている。
後部乗員室後端部の後部ハッチの両脇上部に左右各1基の換気装置を備える。NBC兵器防護のための空気清浄機も搭載され、作動時は空気配管とガスマスクの付属品であるゴムホースを介して、各人が装着するガスマスクに直接、清浄な空気を供給できる。ベンチシート後端の足元にあたる部分に左右各1基のヒーターがある。また元々クーラーは装備されていなかったがII型には吊り下げ式のクーラーが左側の中央付近の天井に1基装備される。内部容積は73式装甲車と比較して広くなり、後部ハッチと床面部分をのぞくほとんどの内面にクッション材が内張りされたことで、車内の居住性と静粛性が向上した。
移動間は分隊長・車長などが交代で車両上部から周囲の安全確認を行わなければならない。

### 開口部
後部乗員席の天井に観音開きで外側へ開く上部ハッチがある。73式装甲車の上部は重量のある2枚の大型ハッチがあったが、本車では小型軽量化された4枚のハッチとなった。側面に防弾ガラスのはまった外部視察用の窓が左右それぞれ2枚ずつ取り付けられている。窓にマジックテープで留めるブラインドが取り付けられるが、素材は合成繊維で、装甲としての働きは無い。73式装甲車に備わっていた後部乗員室床面の緊急時脱出用ハッチ、車体側面ガンポート、浮航性能などは備えていない。
後部乗員は車体後方の油圧式ランプドアから乗降する。これは車内外から操作可能で、エンジン停止時でも乗降できるよう、片開きの手動ドアも取り付けられている。最後部に車両牽引用のフック、トレーラーなどに電気やブレーキ用圧縮空気を供給するソケット、弁があるが、本車が牽引するためのトレーラーなどの車両は採用されていない。
公道上を走行する場合は大型自動車の扱いとなる。主として公道を走行する時のために操縦士席および分隊長席用にガラス窓風防が用意されている。この風防は操縦士席および分隊長席のハッチを全開にして固定し、その空いた空間にボルト止めして装着するため、風防を取り付けている間はハッチを動かすことができない。戦闘時に使用することは考慮されておらず、防弾では無い通常の自動車ガラスに準じたものとなっている。

### 武装
96式40mm自動てき弾銃を装備する「A型」と12.7mm重機関銃M2を装備する「B型」の2種類がある。生産比率はA型とB型が10:1の割合である。武装の取り付け基部はA型もB型もそれぞれ新規設計され、両車に武装の互換性は無い。
重機関銃、自動てき弾銃ともに乗員が車外へ身を乗り出しての直接操作のほか、手回しハンドルによる旋回俯仰、倍率なしペリスコープのJM1照準潜望鏡、電気作動による機械式の引き金で車内から遠隔操作できる。車両後部に左右各1基の4連発煙弾発射機が装備されている。
73式装甲車と同じく70式地雷原爆破装置を車体に搭載することが可能である。

### 改良型
自衛隊イラク派遣の際は、重機関銃装備の「B型」がサマーワへ持ち込まれた。本来2色の塗料による迷彩塗装はOD一色に改め、操縦士用のワイヤーカッターやキューポラの左右に上半身を保護する装甲板を追加するなどの改修が行われた。一部の車両は、車体側面に上杉謙信の旗印でもあった「毘」の文字を描いており、これは武神毘沙門天の頭文字から取られている。12.7mm重機関銃M2の弾倉も大型のものに変更された。
2008年（平成20年）度予算で調達された20両のうち12両が、上記のボルト止めの増加装甲が追加されている国際貢献仕様で調達されており、ゲリラ等が装備する大口径の重機関銃等にも対応できる車両となり、名称も「96式装輪装甲車(II型)」に変更されている。

## 比較
|          | 96式          | M1126       | CM-32       | ZBL-08      | ボクサー    | AMV          | ブーメランク   | エイタン     |
| -------- | ------------- | ----------- | ----------- | ----------- | ----------- | ------------ | -------------- | ------------ |
| 画像     |               |             |             |             |             |              |                |              |
| 全長     | 6.84 m        | 6.95 m      | 7.0 m       | 8.0 m       | 7.88 m      | 7.70 m       | 8.0 m          | 不明         |
| 全幅     | 2.48 m        | 2.72 m      | 2.70 m      | 2.1 m       | 2.99 m      | 2.80 m       | 3.30 m         | 2.80 - 3.0 m |
| 全高     | 1.85 m        | 2.64 m      | 2.30 m      | 3.00 m      | 2.37 m      | 2.30 m       | 3.00 m         | 2.5 - 3.00 m |
| 重量     | 約 14.5 t     | 約 16.47 t  | 約 22.0 t   | 約 21.0 t   | 25.2 - 33 t | 16 - 26 t    | 約 25 t        | 30 - 35 t    |
| 最大出力 | 360 hp        | 350 hp      | 450 hp      | 440 hp      | 805 hp      | 480 - 600 hp | 750 hp         | 750 hp       |
| 最高速度 | 100 km/h      | 100 km/h    | 105 km/h    | 105 km/h    | 103 km/h    | 100 km/h     | 100 km/h       | 90 km/h      |
| 乗員数   | 2名+戦闘員8名 | 2名+兵員9名 | 3名+兵員7名 | 3名+兵員7名 | 3名+兵員8名 | 3名+兵員12名 | 3名+兵員7～9名 | 3名+兵員9名  |

|          | 1/2tトラック | 1 1/2tトラック | 3 1/2tトラック | 高機動車  | 軽装甲機動車 | 96式装輪装甲車 | 輸送防護車 |
| -------- | ------------ | -------------- | -------------- | --------- | ------------ | -------------- | ---------- |
| 画像     |              |                |                |           |              |                |            |
| 全長     | 4.14 m       | 5.49 m         | 7.15 m         | 4.91 m    | 4.4 m        | 6.84 m         | 7.18 m     |
| 全幅     | 1.76 m       | 2.22 m         | 2.48 m         | 2.15 m    | 2.04 m       | 2.48 m         | 2.48 m     |
| 全高     | 1.97 m       | 2.56 m         | 3.08 m         | 2.24 m    | 1.85 m       | 1.85 m         | 2.65 m     |
| 重量     | 約 1.94 t    | 約 3.04 t      | 約 8.57 t      | 約 2.64 t | 約 4.5 t     | 約 14.5 t      | 約 14.5 t  |
| 最高速度 | 135 km/h     | 115 km/h       | 105 km/h       | 125 km/h  | 100 km/h     | 100 km/h       | 100 km/h   |
| 乗員数   | 6名          | 19名           | 22名           | 10名      | 4名          | 10名           | 10名       |

## 調達
| 予算計上年度         | 調達数  |
| -------------------- | ------- |
| 平成8年度（1996年）  | 17両    |
| 平成9年度（1997年）  | 29両    |
| 平成10年度（1998年） | 26両    |
| 平成11年度（1999年） | 28両    |
| 平成12年度（2000年） | 28両    |
| 平成13年度（2001年） | 29両    |
| 平成14年度（2002年） | 15両    |
| 平成15年度（2003年） | 31両    |
| 平成16年度（2004年） | 14両    |
| 平成17年度（2005年） | 15両    |
| 平成18年度（2006年） | 20両    |
| 平成19年度（2007年） | 17両    |
| 平成20年度（2008年） | 20両    |
| 平成21年度（2009年） | 16両    |
| 平成22年度（2010年） | 17両    |
| 平成23年度（2011年） | 11両    |
| 平成24年度（2012年） | 13両    |
| 平成25年度（2013年） | 11両    |
| 平成26年度（2014年） | 8両+8両 |
| 平成27年度（2015年） | 0両+8両 |
| 平成28年度（2016年） | 0両     |
| 合計                 | 381両   |

## 配備
- 陸上自衛隊富士学校
  - 富士教導団
    - 普通科教導連隊 - 第4普通科中隊

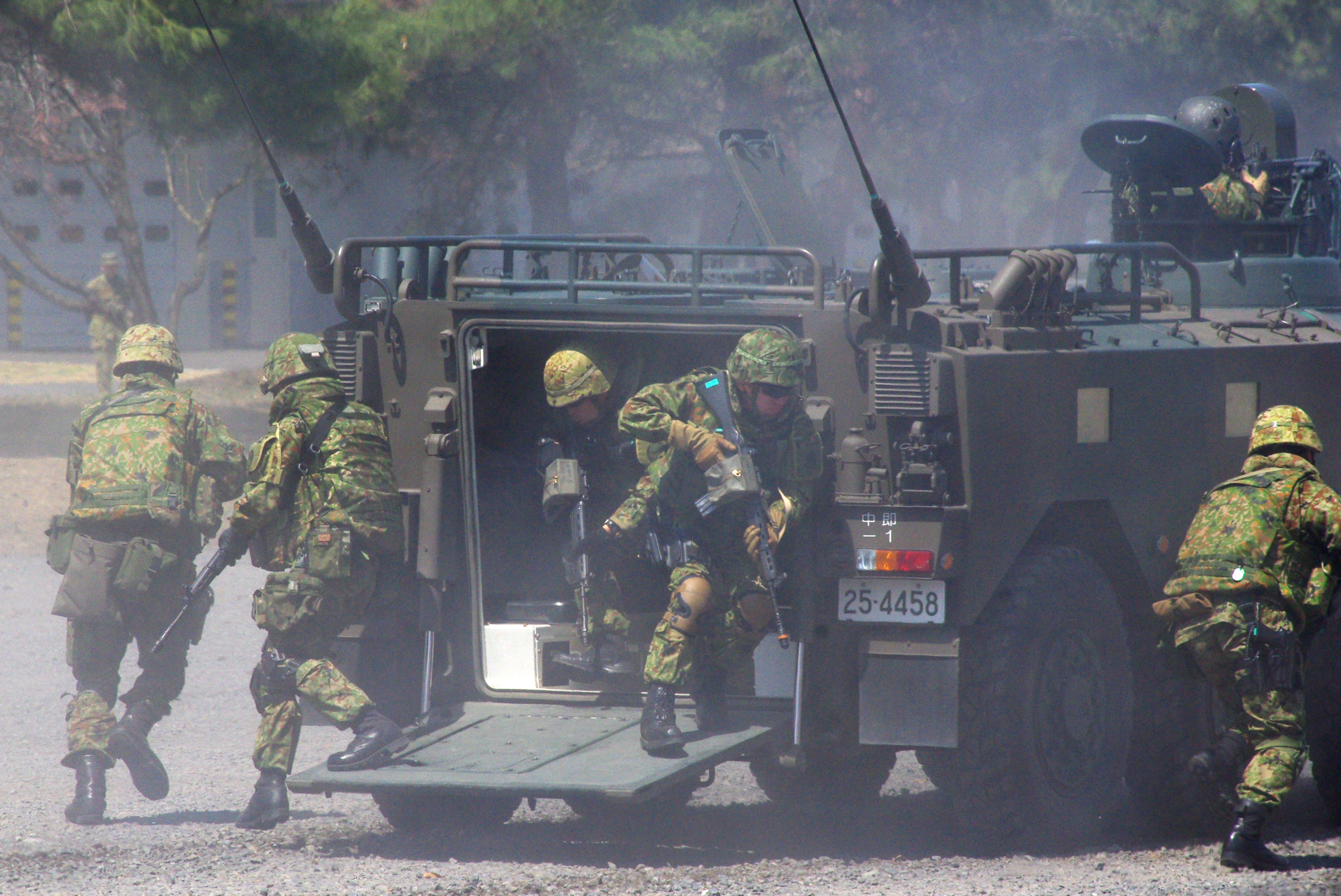
中央即応連隊で使用されている96式装輪装甲車

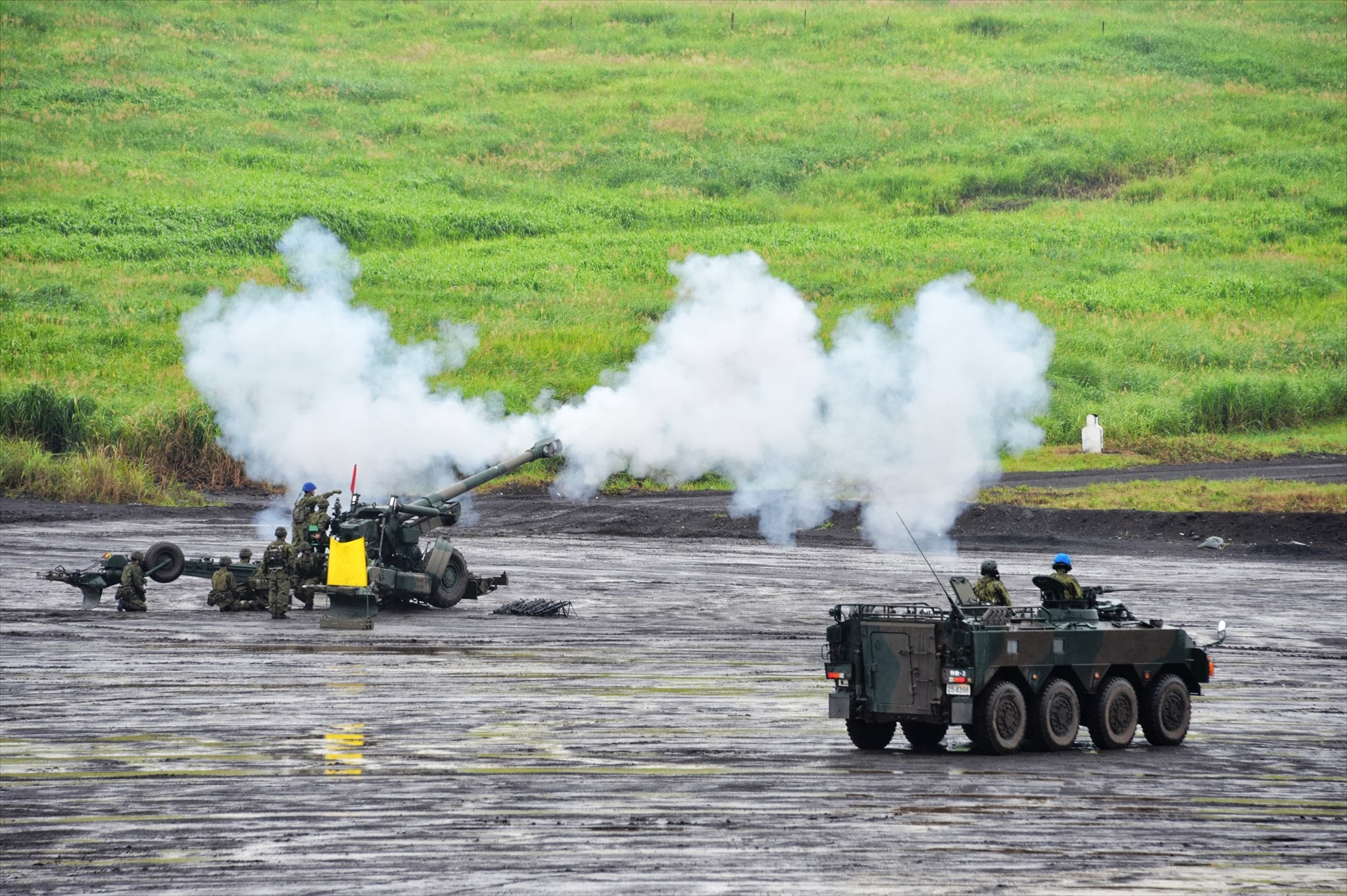
特科教導隊で指揮車として使用される96式装輪装甲車

  - 部隊訓練評価隊 - 評価支援隊のみの配置。仮想敵部隊として活動する特性上、通常の迷彩に黒色を混ぜた独自の迷彩を採用
- 陸上自衛隊武器学校 - 整備教育用
- 陸上総隊
  - 中央即応連隊 - 全中隊が装備（B型のみ、一部II型）
- 北部方面隊
  - 北部方面混成団 - 第1陸曹教育隊普通科教育中隊および第52普通科連隊などにおいて教育訓練用に数両のみ
  - 第2師団
    - 第3即応機動連隊
    - 第25普通科連隊 - 第1普通科中隊のみ
    - 第26普通科連隊 - 第1普通科中隊のみ

  - 第5旅団
    - 第6即応機動連隊
    - 第4普通科連隊 - 連隊本部および第1普通科中隊のみ
    - 第27普通科連隊[注釈 7] - 第3普通科中隊のみ

  - 第11旅団
    - 第10即応機動連隊
    - 第18普通科連隊 - 第1普通科中隊のみ配置、他は高機動車による車両化改編済
    - 第28普通科連隊 - 第1普通科中隊および第3普通科中隊
- 東北方面隊
  - 第6師団
    - 第22即応機動連隊
- 中部方面隊
  - 第14旅団
    - 第15即応機動連隊
- 西部方面隊
  - 第8師団
    - 第42即応機動連隊

### その他部隊

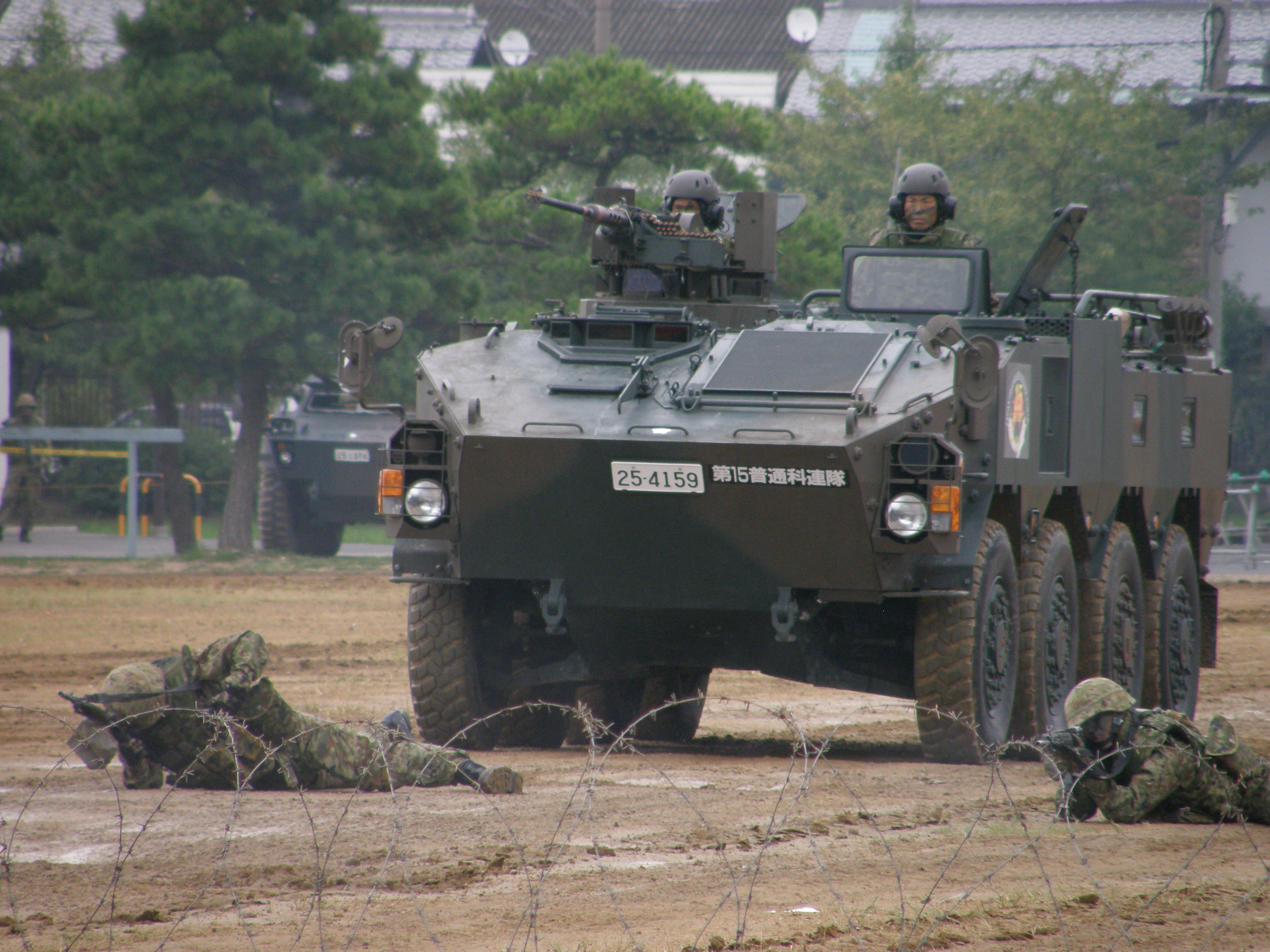
第15普通科連隊に配備された96式装輪装甲車

上記以外の部隊では、以下の職種部隊に数両ずつ配備されている。普通科以外の部隊に配備されているのは大半がB型である。旧式化した82式指揮通信車の代わりにモニターや机等を設置して指揮車両として用いる例がある。
- 機甲科 - 戦車部隊の本部管理中隊、および偵察戦闘大隊の戦闘中隊
- 野戦特科 - 特科教導隊（本部管理中隊）、第1特科団・第2特科団（団本部中隊）
- 高射特科 - 高射教導隊のみ
- 施設科
- 武器科

## 後継車両

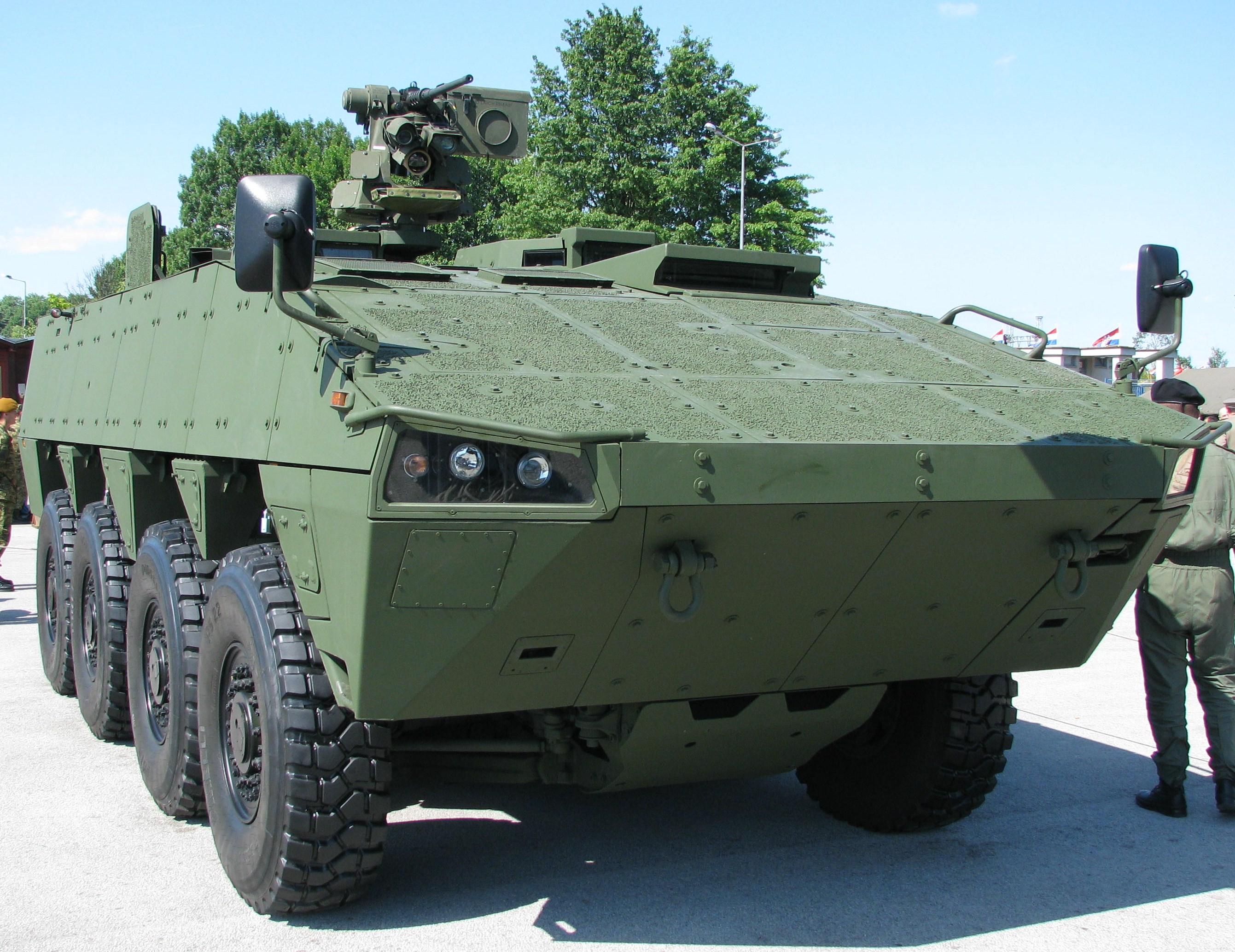
後継となるフィンランド・パトリアAMV

被輸送性や機動性（悪路走行能力を含む）を有し、防護力等の向上を図った装輪装甲車 (改)が計画され2014年（平成26年）度から開発、試作車も製作されたが、2018年（平成30年）7月27日に開発中止。
替わりに2019年（平成31年）度の防衛費に「次期装輪装甲車導入候補車種の試験用車両」の名称で、次期装輪装甲車取得のため車種選定に必要な試験用車両の取得等関連経費として21億円が認められ、同年9月10日に機動装甲車（三菱重工業製・16式機動戦闘車の技術流用により開発）、パトリアAMV(パトリア製)、LAV6.0(ジェネラル・ダイナミクス製)の3案で選定を実施。2022年（令和4年）12月9日、次期装輪装甲車をパトリアAMVに決定。基本性能と経費面で優れている事が選定理由となった。
2023年（令和5年）度に232億円で29両、2025年（令和7年）度予算までに82両を発注。初期分はフィンランドから輸入した部品とサブアセンブリーを用いたノックダウン生産、残りは日本国内でのライセンス生産となり、日本製鋼所が製造する。

## 登場作品

### 映画・テレビドラマ
『ゴジラシリーズ』
『ゴジラ2000 ミレニアム』
日本映画初登場。戦車大隊指揮車とされたA型が、東海村にてゴジラを迎撃する90式戦車やフルメタルミサイル車の指揮を執る。
実際に指揮車として運用されているのはB型で、撮影には普通科教導連隊所属のA型が使用されている。
『ゴジラ×モスラ×メカゴジラ 東京SOS』
A型が登場。ゴジラが品川方面から上陸してくることを受け、迎撃のため品川防衛ラインに向かう自衛官たちを輸送する。
撮影には、普通科教導連隊所属車両が使用されている。

『戦国自衛隊1549』
戦国時代へタイムスリップした第三特別実験中隊・ロメオ隊の装備として、A型が登場。
ロメオ隊所属車両は、車内に手術台を置くなどして装甲救急車型に改造された赤十字マーク付きの映画オリジナル車両で、武装は搭載していない。作中では、戦国時代に到着した直後に出会った瀕死状態の藤助を治療する。その後は天導衆に鹵獲され、天母城からの脱出の際は鹵獲された車両の中で唯一奪還されず、そのまま放棄されてしまう。
第三特別実験中隊所属車両は、通信機器を多く載せた指揮車型で、こちらも武装は搭載していない。作中では、タイムスリップ後に天導衆の兵器にされてしまう。
撮影は普通科教導連隊所属車両や戦車教導隊所属車両を使用している。
『戦国自衛隊・関ヶ原の戦い』
戦国時代へタイムスリップした自衛隊の装備として、第1師団所属のB型が登場。主人公の1人である伊庭二尉が率いる普通科小隊に配備されている。
『量産型リコ -もう1人のプラモ女子の人生組み立て記-』
第8話に、青島文化教材社製の1/72スケールのA型のプラモデルが登場。「TVキング プラモデル選手権チャンピオン大会」への出場を目指す主人公によって、ウェザリングの修行として製作される。

### アニメ・漫画
『DARKER THAN BLACK -流星の双子-』
警察の装甲車として登場。ブルーグレーの塗装を施され、車体側面に特殊部隊所属を意味する「特01」「特02」といった白文字がペイントされている。
『Z/X IGNITION』
防衛隊の装甲兵員輸送車としてII型が登場。
『アイアムアヒーロー』
富士山頂への登山道に放棄された普通科教導連隊の1両が登場。後部ハッチが開いており血の飛び散った車内と転がったヘルメットから事態がどうしようもない程に悪化したと主人公達を痛感させた。
『オメガ7』
Vol.4にB型が登場。都内でのテロ事件発生を受けて出動する。警察とともに検問を行っている最中、検問を突破しようとするテロリストと交戦し、ロケット弾の直撃で撃破される。
『続・戦国自衛隊』
戦国時代へタイムスリップした自衛隊の装備として、A型が登場。「関ヶ原の戦い」に投入され、96式40mm自動てき弾銃で戦国武者たちを一掃する。
『ターミネーター0』
B型が登場。多数の人型ロボット「1NNO（イノ）」が人間の捕縛と抵抗者の殺害を始めたことを受けて出動。うち2台は12.7mm重機関銃で1NNO達を攻撃するが、1NNO達の人海戦術に押し切られ、射手の隊員を殴り殺されたことで無力化される。またAI「ココロ」が映していた監視カメラ映像では、自衛隊員らが本車を盾に1NNO達と交戦する様子も映されている。
『デビルマン』シリーズ
『AMON デビルマン黙示録』
暴徒化した群集に対し治安出動した自衛隊が運用する。
『DEVILMAN crybaby』
武装警察の車両として登場。デーモン化した牧村太郎を射殺するべく展開し、駆けつけた不動明に12.7mm弾を1発命中させる。
『猫神やおよろず』
アニメ版第1話にA型が登場。
『バーサスアース』
新宿に現れた深柱を倒すために登場。敵の熱装甲の前に手も足も出なかった。
『ポケットモンスター ダイヤモンド&パール』
第17話に登場。クロガネシティ市内に逃げ出したカブトプスとアーマルドを捕らえるために出動し、クロガネ炭鉱に追い詰める。
『めだかボックス』
第165箱にて、不知火の里からの脱出に使用。黒神めだか達の救援に駆けつける。
光学迷彩のステルス仕様で、強敵である獅子目言彦を真横から撥ね飛ばす活躍を見せる。

### 小説
『ゲート 自衛隊 彼の地にて、斯く戦えり』
異世界へ派遣された自衛隊の装備として、12.7mm重機関銃M2を車内から遠隔操作可能なB型が登場。数両がアルヌスの丘で展開訓練を行う。漫画版、アニメ版では銀座事件の際にも出動している。
『交戦規則ROE』
普通科教導連隊所属のB型が登場。治安出動に伴い派遣され、威力偵察を実施していた偵察教導隊の87式偵察警戒車と合流し、下車戦闘線で下車させた普通科隊員を12.7mm重機関銃M2を用いて援護する。
『ゴルゴタ』（深見真）
陸上自衛隊の車両が登場。序盤では石川県に北朝鮮工作員が上陸したことを受け、中部方面隊所属車が石川県に派遣された特殊作戦群に貸し出される。また東富士演習場での特殊作戦群の演習にもB型が登場し、訓練用の特殊ゴム弾を装填したMINIMI軽機関銃を装備している。
『小隊』（砂川文次）
第5旅団所属車両が登場。第27普通科連隊を基幹とする戦闘団に組み込まれており、北海道に侵攻したロシア連邦軍への威力偵察を行う。また主人公ら普通科隊員の輸送にも使われる。作中では主に「WAPC」と呼称されている。
『自衛隊三国志』
三国時代へタイムスリップした自衛隊国際連合平和維持活動（PKO）部隊の装備として、B型が登場。自衛隊の拠点を襲撃してきた黄巾族を迎撃するほか、張飛と関羽を兵員室に乗せて曹仁軍の本陣に突入する。
『ゼロの迎撃』
第1師団所属車両が登場。87式偵察警戒車とともに主要交差点の警備にあたる。橋の警備に東部方面普通科連隊所属の車両が2両登場するが、北朝鮮特殊部隊による対戦車ミサイル攻撃を受けて破壊される。その後、墜落して隅田川の河口を塞いでいた貨物機の残骸を破砕するため、96式40mm自動てき弾銃装備の車両が登場し、87式偵察警戒車とともに一斉射撃を行う。
『中国完全包囲作戦』（文庫名：『中国軍壊滅大作戦』）
陸上国防軍の車両が16式機動戦闘車とともに登場し、新型UGV「HG03」を牽引する軽装甲機動車の護衛にあたる。
『日本北朝鮮戦争 自衛隊武装蜂起』
陸上自衛隊の主力装甲車として登場し、暴力団「雷真会」本部への攻撃や夜間警備での使用など、物語全般にわたって登場する。
『日本国召喚』
小説第2巻に陸上自衛隊のB型が登場。魔王ノスグーラを12.7mm重機関銃M2の攻撃で足止めする。漫画版にも登場する。
『ピノキオ急襲』
指揮車型に改造された車両が数両登場。
『富士山噴火』（高嶋哲夫）
滝ヶ原駐屯地所属車両などが登場。御殿場市などの富士山周辺から住民を避難させる際に使用されるほか、火山灰降灰による断線の修理に向かう電力整備会社職員の輸送に使われる。作中では主に愛称の「クーガー」と呼称されている。
『目指せ!一騎当千 ～ぼっち自衛官の異世界奮戦記～』
主人公の装備として第2巻に登場。傭兵ギルドの反乱によって孤立した城塞都市を救うため、主人公が召喚して使用する。
『ルーントルーパーズ 自衛隊漂流戦記』
異世界へ飛ばされた自衛隊の装備として、B型が登場。主人公が率いる普通科小隊に配備されており、マリースア南海連合王国の街中で暴れまわる怪物キュクロプスと戦闘を行う。

### ゲーム
『Wargame: Red Dragon』
自衛隊デッキに「KYU-ROKU WAPC」の名称で登場。何故か武装が96式40mm自動てき弾銃ではなく、Mk19 自動擲弾銃になっている。
『凱歌の号砲 エアランドフォース』
日本を占拠した自衛隊の車両として登場。プレイヤーも購入して使用できる。
『大戦略シリーズ』
日本の基本装備として組み込まれている。
『ベヨネッタ3』
チャプター1にB型が登場。不明生物（ホムンクルス）を攻撃すべく出動し、渋谷でフロッカスに対し攻撃を加えるが12.7mm重機関銃M2は効果がなく、直後に後方から出現した2体目のフロッカスの不意打ちを受け戦闘不能に陥る。